# Paolo Ardoino
Paolo Ardoino (Cisano sul Neva, 1984) è un imprenditore e informatico italiano; è amministratore delegato (CEO) di Tether dal dicembre 2023. Ricopre inoltre il ruolo di direttore tecnologico (CTO) di Bitfinex..

## Biografia

### Istruzione e primi anni
Ardoino è nato nel 1984 a Cisano sul Neva, in provincia di Savona. Ha iniziato a programmare all'età di otto anni. Si è laureato in informatica presso l'Università degli Studi di Genova.

### Carriera
Dopo aver completato gli studi, Ardoino è entrato a far parte dell'Università degli Studi di Genova come ricercatore, dove ha lavorato a progetti di ricerca riguardanti cybersicurezza e crittografia per applicazioni militari. Ha lasciato l'università nel 2011.
Nel 2013 si è trasferito a Londra, dove ha fondato Fincluster, una startup tecnologica che sviluppava applicazioni di servizi finanziari basati su cloud per gestori di fondi e istituzioni tra Londra, Milano e Lugano.
Nel 2014, Ardoino è entrato in Bitfinex come ingegnere del software. Due anni dopo, nel 2016, è diventato direttore tecnologico (CTO) dell'azienda.
Nel 2017, Ardoino è stato nominato direttore tecnologico di Tether.
Nel 2022, ha fondato Holepunch, una piattaforma open-source per la creazione di prodotti P2P, insieme all'informatico Mathias Buus. A marzo 2022, ha collaborato con Michele Foletti, sindaco di Lugano, per implementare l'accettazione di Tether e altre criptovalute per i pagamenti municipali.
A dicembre 2023, Ardoino è stato nominato amministratore delegato di Tether. Sotto la sua guida, la stablecoin di Tether, USDT, è diventata la prima e più grande stablecoin supportata dal dollaro statunitense per capitalizzazione di mercato, e Bitfinex è la seconda borsa di scambio al mondo per numero di Bitcoin detenuti nel suo portafoglio digitale.
Tether ha investito circa 2,5 miliardi di dollari nei settori dell'energia sostenibile e della tecnologia e circa 1 miliardo di dollari nella società di infrastrutture di intelligenza artificiale Northern Data e 200 milioni di dollari in Blackrock Neurotech, un'azienda statunitense di impianti cerebrali, acquisendo una partecipazione di maggioranza. Gli investimenti sono stati finanziati utilizzando unicamente gli utili di Tether, preservando le riserve dei clienti.
Sotto la sua guida, Tether ha sostenuto il progetto di energia rinnovabile Volcano Energy di El Salvador, mirato a supportare l'adozione del Bitcoin nel paese, che mira a raccogliere fino a 1 miliardo di dollari. Ardoino ha anche guidato Tether a investire nella crescita dell'energia rinnovabile e del mining di Bitcoin sostenibile in Uruguay.